# 내겐 너무 과분한 그녀
《내겐 너무 과분한 그녀》(영어: She's Out of My League)는 2010년 개봉한 미국의 로맨틱 코미디 영화이다. 짐 필드 스미스의 감독 데뷔작이다. 제이 배러셸, 앨리스 이브, T.J. 밀러, 네이트 토런스, 마이크 보걸, 크리스틴 리터, 린지 슬론, 제프 스털츠 등이 출연하였다.

## 줄거리
피츠버그 국제공항 교통안전청 요원인 평범한 남성 커크는 우연한 만남에서 예의와 배려심 있는 모습을 보인 것을 계기로 평소라면 넘보지도 못했을 완벽한 여성 몰리의 호감을 산다. 두 사람은 교제에 돌입하지만 주변인들이 둘의 연애 등급 사이에 큰 차이가 있음을 지적하면서 커크는 자격지심으로 고민하기 시작한다.

## 출연
- 제이 배러셸 - 커크 케트너 역
- 앨리스 이브 - 몰리 매클리시 역
- T.J. 밀러 - 웬들 "스테이너", 커크 친구 역
- 네이트 토런스 - 데번, 커크 친구 역
- 마이크 보걸 - 잭 역
- 린지 슬론 - 마니, 전 여자친구 역
- 크리스틴 리터 - 패티, 몰리 친구 역
- 제프 스털츠 - 캠, 몰리의 전 남자친구, 곡예 비행 조종사 역
- 카일 본하이머 - 딜런 케트너 역
- 제시카 세인트클레어 - 데비 역
- 데브라 조 럽 - 케트너 부인 역
- 애덤 러페브러 - 케트너 씨 역
- 킴 쇼 - 케이티 매클리시, 몰리 동생 역
- 저시카 니콜 - 웬디 역
- 헤이스 맥아더 - 론, 마니의 남자친구 역

## 기타 제작진
- 미술: 클레이턴 하틀리
- 세트: 케이시 핼런벡
- 의상: 몰리 매기니스